# Carl Dijkman
Carl Dijkman, född 14 mars 1734, död 1771 i Göteborg, var en svensk domkyrkoorganist i Gustavi församling. 

## Biografi
Dijkman var sonson till Lüdert Dijkman och son till hautboist Jonas Dijkman och Catarina Elisabet Scharling.[källa behövs] Carl Dijkman var från 1757 till 1759 organist i Sala stadsförsamling, Sala. Han gifte sig 1759 med Ingeborg Margareta Sneckenberg. Dijkman var från juli 1759 domkyrkoorganist i Gustavi församling, Göteborg. Han avled 1771 i Göteborg.